# Ярослав Кабічек
Ярослав Ка́бічек (чеськ. Jaroslav Kabíček) — чеський поет, перекладач, зокрема творів українських авторів.

## Біографія
1954 року закінчив мистецький факультет Карлового університету. Жив у Празі, працював у різних часописах і видавництвах. Довгий час працював редактором часопису «Světová literatura».

## Переклади
У 1964 році в періодичних виданнях в перекладі К. надруковано вірші Т. Шевченка і дві статті Кабічека про українського поета. У книзі «Тарас Шевченко. Білі хмари — чорна туча» (1977) вміщено понад 60 перекладів Шевченкових творів, причому багато з них Кабічек переклав чеською мовою першим. Переклав збірки І. Драча «Теліженське літо» і «Дівочі пальці», а також ряд творів В. Мисика, П. Воронька, Д. Павличка, Б. Олійника, М. Вінграновського, В. Коротича.
Перекладав також з російської літератури та за мовної співпраці — з литовської, естонської й македонської.